# Gadziszki
Gadziszki – dawny zaścianek. Tereny, na których była położona, leżą obecnie na Litwie, w okręgu uciańskim, w rejonie ignalińskim, w gminie Nowe Daugieliszki.

## Historia
W czasach zaborów zaścianek szlachecki w gminie Daugieliszki, w powiecie święciańskim, w guberni wileńskiej Imperium Rosyjskiego. W 1866 roku liczył 9 mieszkańców (staroobrzędowcy) w 2 domach. W 1905 roku liczył 4 mieszkańców, 30 dziesięcin, własność Światopełk-Mirskiego.
W dwudziestoleciu międzywojennym zaścianek leżał w Polsce, w województwie wileńskim, w powiecie święciańskim, w gminie Daugieliszki.
W 1931 w 1 domu zamieszkiwało 6 osób.
Pozostałością po zaścianku jest zachowany cmentarz.